# Собачий клещ
Собачий клещ (лат. Ixodes ricinus) — клещ из семейства иксодовых клещей. Является переносчиком таких заболеваний как болезнь Лайма, клещевой энцефалит, марсельская лихорадка (Rickettsia conorii) и туляремия.

## Описание

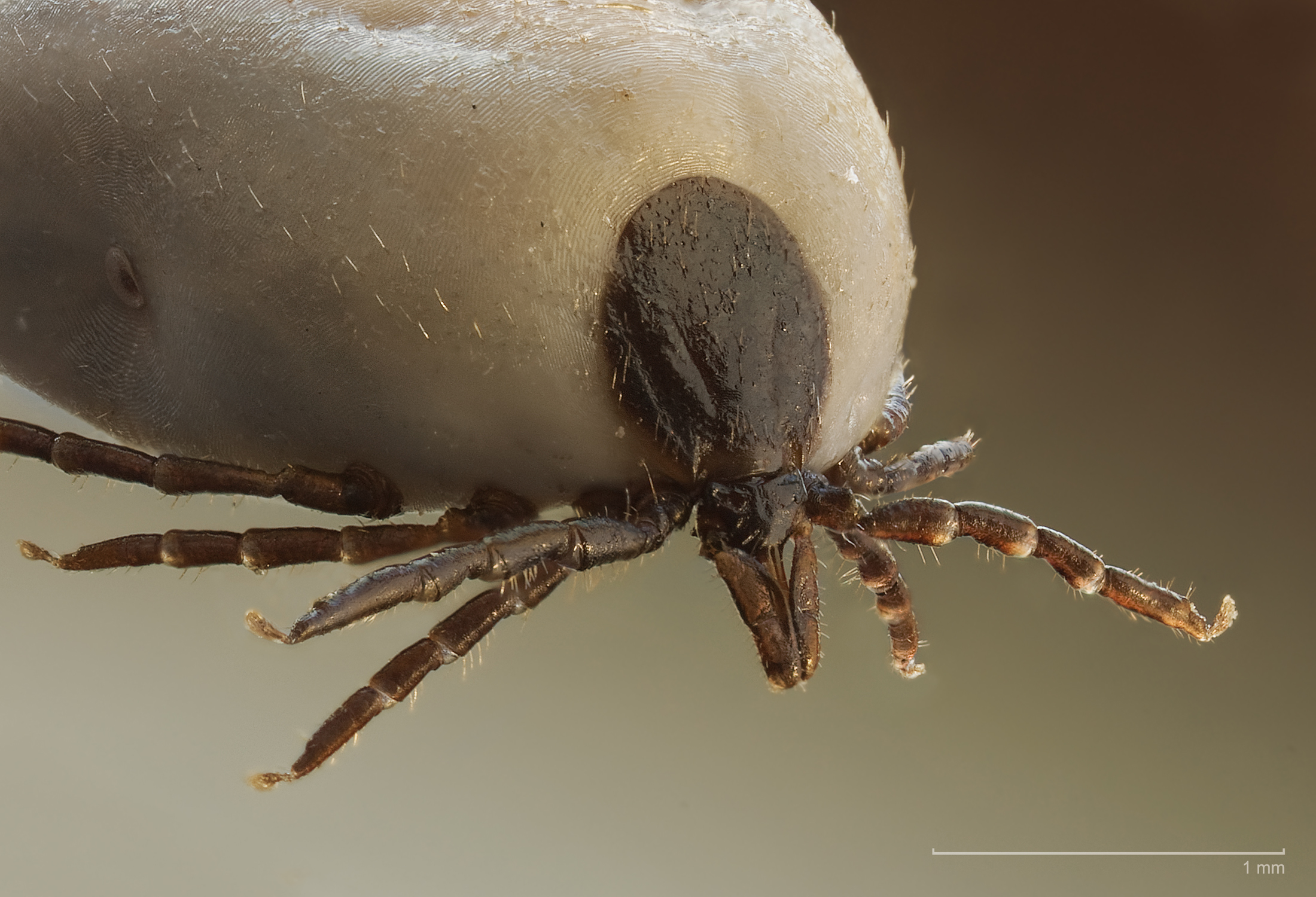
Напитавшийся собачий клещ

Тело овальное, на верхней стороне расположен щиток. У самцов щиток покрывает всю спинную сторону. У самок, личинок и нимф щиток небольшой и находится лишь в передней части спинной стороны, на остальных частях тела покровы мягкие, что обеспечивает возможность растяжения и увеличения объема тела. Окраска самцов коричневая, длина их около 2,5 мм. Длина голодных нимф — 1,3...1,5 мм. Длина голодных самок — 4 мм, насыщенных кровью — до 11 мм.

## Распространение
Широко распространён в Европе, Азии, также встречается в Северной Африке и Северной Америке.

## Симбиоз
Midichloria mitochondrii — вид грамотрицательных, неспорообразующих бактерий класса альфапротеобактерий, длиной около 1,2 мкм. Мидихлоры вступают в мутуализм с самками Ixodes ricinus. Персистируют в митохондриях клеток яичника.